# Stadtkirche Lauta

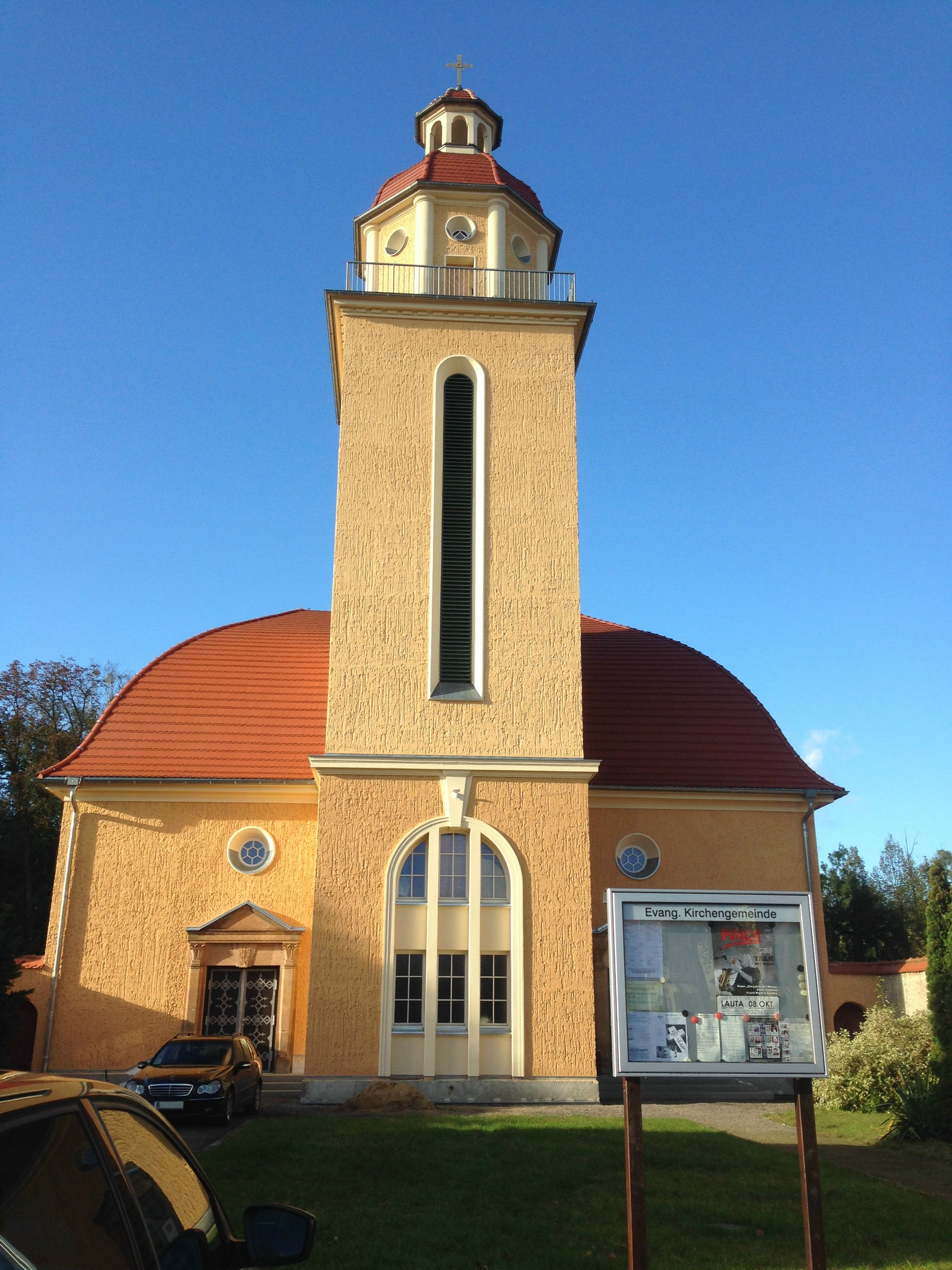
Stadtkirche Lauta

Die Evangelische Kirche Lauta-Stadt ist ein, als Gotteshaus und Kulturkirche genutztes, Gebäude, das sich im Norden des sächsischen Landkreises Bautzen am südlichen Rand des Lausitzer Seenlandes in der Kleinstadt Lauta (sorbisch Łuty) in dessen Stadtteil Lauta-Nord befindet. Die Kirche gehört innerhalb der Gemeinde Lautawerk, die ihren Sitz in Lauta-Dorf hat, zum Evangelischen Kirchenkreis Schlesische Oberlausitz der Evangelischen Kirche Berlin-Brandenburg-schlesische Oberlausitz.

## Geschichte
Die Geschichte der Evangelischen Stadtkirche Lauta ist sehr eng mit der Aluminiumhütte Lautawerk verknüpft, die ab 1917 in Lauta entstand und viele Arbeiter heranzog. Somit stieg auch die Zahl der evangelischen Christen, die bis dahin die Gottesdienste in der Kirche Lauta-Dorf besucht hatten. Am 15. Juli 1924 erfolgte die Grundsteinlegung. Am 21. Dezember 1924 konnte das im Auftrag des Unternehmens Vereinigte Aluminiumwerke AG (VAW) erbaute Gotteshaus eingeweiht werden. Damit wurde auch eine eigene Pfarrstelle in Lauta-Stadt geschaffen.

## Ausstattung

### Orgel
Die heute vorhandene Orgel wurde 1972 von Hermann Eule Orgelbau Bautzen erbaut, nachdem es seit Anfang der 1960er Jahre Planungen gab, ein neues Instrument durch dieses Traditionsunternehmen fertigen zu lassen.
Von der Vorgängerorgel, die 1927 durch die Orgelbauanstalt Arno Voigt aus Bad Liebenwerda erbaut, aber allerdings erst 1932 geweiht wurde, übernahm man den Subbass 16′ in die Eule-Orgel.
Diese wurde als Opus 430, also als 430. gefertigtes Eule-Instrument, hergestellt. Die Orgel verfügt über insgesamt elf klingende Register in zwei Manualen und einem Pedalwerk.
Die Stimmtonhöhe a1 beträgt bei 15 °C 437 Hz mit gleichstufig temperierter Stimmung.
Das Instrument verfügt über Schleifladen, eine mechanische Traktur, und das zweite Manual besitzt einen Tremulanten.
Die Fertigung der Orgel fiel in die Zeit der letzten großen Enteignungswelle in der DDR, die am 1. Mai 1972 die Firma Eule zu einem volkseigenen Betrieb machte. Dies hatte allerdings, durch geschicktes Management der damaligen Betriebsleiterin und späteren Trägerin des Sächsischen Verdienstordens, Ingeborg Eule, keine Auswirkungen auf die Qualität, die beabsichtigte Lieferung Mitte November 1972 und die Abnahme durch die Kirche am 17. Januar 1973.
Die Disposition der Orgel:
| I Hauptwerk C–g3 |    |
| Gedackt          | 8′ |
| Prinzipal        | 4′ |
| Scharff 3-4fach  |    |

| II Hinterwerk C–g3 |    |
| Holzgedackt        | 8′ |
| Rohrflöte          | 4′ |
| Oktave             | 2′ |
| Sesquialtera 2fach |    |
| Zimbelpfeife 1fach |    |

| Pedalwerk C–f1 |     |
| Subbass        | 16′ |
| Gemshorn       | 8′  |
| Dolkan         | 4′  |

- Koppeln: II/I, I/P, II/P

### Altarbild

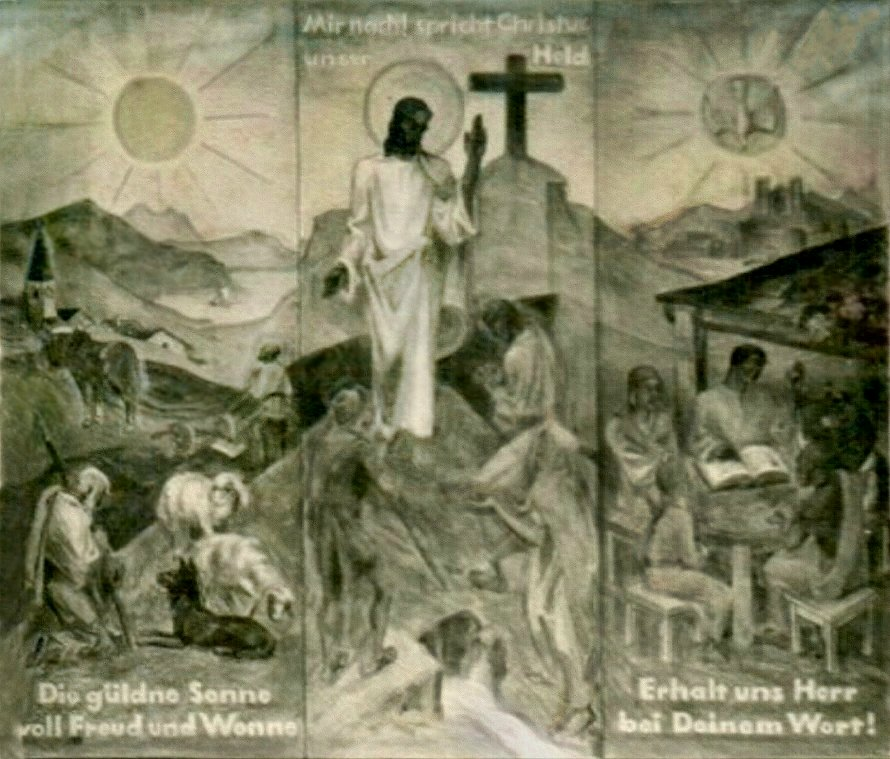
Das seit Jahrzehnten überstrichene Altarbild

Ebenfalls im Jahr 1932 erfolgte die Ausmalung der Kirche, zu der auch das Altarbild gehörte. Das etwa fünf mal fünf Meter große Werk ist in drei gleich große Teile gegliedert, die als Tagesablauf dargestellt, das Werden und Vergehen veranschaulichen.
- Links ist die Morgensonne über den Bergen heraufgestiegen und scheint über einem Dorf, über Berge, einen See und Felder. Tiere springen auf der Weide. Ein junger Bauer unterbricht kurz seine Arbeit und hebt sein Antlitz zu Gott empor. Ein alter Hirte sinkt auf die Knie und betet.
- In der Bildmitte ist der Hügel Golgatha dargestellt, auf dem ein Kreuz emporragt. Jesus beherrscht das Bild als zentrales Element. Es sind drei Personen zu sehen, ein junger Hirte, der staunend auf Jesus blickt, ein zweiter, der sehr erschrocken scheint sowie eine Frau, die leicht und mit erhobenen Händen Jesus entgegengeht. Zu den Füßen der Frau sprudelt ein Quell.
- Auf dem rechten Bildteil ranken Trauben mit buntem Laub, drüber liegt die Landschaft im Abendschein. Ein Mann in der Mitte eines Tisches sitzend, hat die Bibel aufgeschlagen. Die Frau zeigt zufriedene Züge, der eine Mann rechts trägt den Stempel der harten Arbeit in seinem Gesicht, der andere mehr den des Behaglichen. Und Kinder spielen lächelnd mit Rosen.[3]

Auf jedem Teil des Gemäldes findet man jeweils die ersten Worte eines Kirchenliedes.
- „Mir nach, spricht Christus, unser Held“ – Der Text aus dem Jahre 1668 stammt vom Breslauer Lyriker, Theologen und Arzt Johann Scheffler gen. Angelus Silesius[4]
- „Die güldne Sonne voll Freud und Wonne“ – Das vom Theologen und Kirchenlieddichter Paul Gerhardt 1666 verfasste Lied ist in vielen Liederbüchern als Morgensegen aufgeführt.[5]
- „Erhalt uns, Herr, bei deinem Wort“ – Das von Martin Luther 1541 verfasste Werk gilt als eines der umstrittensten Kirchenlieder, da es im Textverlauf antipäpstliches und antitürkische Passagen enthält.

Das Altarbild wurde in den 1970er Jahren überkalkt. Die einfarbige Altarwand ziert jetzt ein schlichtes Holzkreuz. Eine Restaurierung ist angedacht.

### Geläut
Das Geläut des Gotteshauses besteht aus vier Stahlgussglocken. Der Glockenstuhl ist aus Stahl gefertigt.
Die 1922 in Auftrag gegebenen Kirchenglocken wurden 1924 im Torgauer Stahlwerk der Aktiengesellschaft Lauchhammer gegossen, die mittlerweile Teil des Konzerns Linke-Hofmann-Lauchhammer AG (LHL) war.
Als nach Ende des Ersten Weltkrieges die Rüstungsaufträge wegfielen und der Glockenbedarf aufgrund der kriegsbedingten Einschmelzungen tausender Bronzeglocken stieg, änderte das Werk in Torgau die Produktion und wurde zur Glockengießerei. Bronze war jedoch nach dem Krieg sehr schwer zu beschaffen, und so entschied man sich, auch aus Kostengründen, Glocken aus Stahl zu bestellen, zumal viele Kirchenvertreter der AG Lauchhammer bescheinigten, die besten Stahlglocken Deutschlands zu fertigen.
Der Guss der Glocken erfolgte 1924, nach Ende der Inflation; der Einbau in die Kirche am 1. Dezember 1924. Die vier schlicht gehaltenen Stahlglocken sind im Haubenbereich jeweils mit dem Schriftzug „AG Lauchhammer Torgau 1924“ versehenen und weisen im Feld, von zwei Stegen begrenzt, ein graviertes Schriftband auf.
Im Folgenden eine Datenübersicht der vorhandenen Glocken:
| Glocke | Durchmesser | Gewicht ≈ | Schlagton | Gravurband                                                                   | Gravurband    |
| --- | ----------- | --------- | --------- | ---------------------------------------------------------------------------- | ------------- |
| 1 | 180 cm      | 2 700 kg* | cis′      | Jesus Christus gestern und heute und derselbe auch in Ewigkeit               | Hebr. 13,8    |
| 2 | 156 cm      | 1600 kg*  | e′        | Wachset in der Gnade und Erkenntnis unseres Herrn und Heilandes Jesu Christi | 2. Petr. 3,18 |
| 3 | ca. 127 cm  | 0920 kg*  | g′        | Lasset euch versöhnen mit Gott                                               | 2. Kor. 5,20  |
| 4 | ca. 090 cm  | 0300 kg*  | cis″      | Lobe den Herrn in seinem Heiligtum                                           | Psalm 150     |
| * Die Gewichte dreier Glocken wurden überschlagsmäßig von Johannes Remenz (Vorsitzender der Gesellschaft für Denkmalpflege im Kreis Eisenhüttenstadt sowie Glockensachverständiger und Verkaufsleiter für Glocken der Kunstgießerei Lauchhammer) berechnet, da es keine diesbezüglichen Originalunterlagen gibt. Als Grundlage diente eine Tabelle der Eisenglockengießerei Schilling & Lattermann aus Morgenröthe im Vogtland aus dem Jahre 1927. |             |           |           |                                                                              |               |

## Kultur und Gemeindeleben
Seit 2016 engagiert sich der „Verein der Freunde der evangelischen Kirche Lauta e. V.“ um den Erhalt der Kirche als Gotteshaus und für die Nutzung als Kulturkirche. Die Kirche war seit 2012 aus baulichen Gründen gesperrt. Nach umfangreichen Sanierungsmaßnahmen im Inneren sowie an Dach und Fassade kann die Kirche wieder für Gottesdienste und kulturelle Veranstaltungen genutzt werden.
Nach wie vor finden in den Wintermonaten die Gottesdienste (mit Ausnahme hoher Feiertage) im „Frommelheim“ Lauta-Süd statt.